# Parva Domus
A República de Parva Domus Magna Quies ou Parva Domus é uma micronação autoproclamada cercada pela cidade de Montevidéu, Uruguai. Atua desde 1878 como uma associação civil, cultural e recreativa.

## Descrição

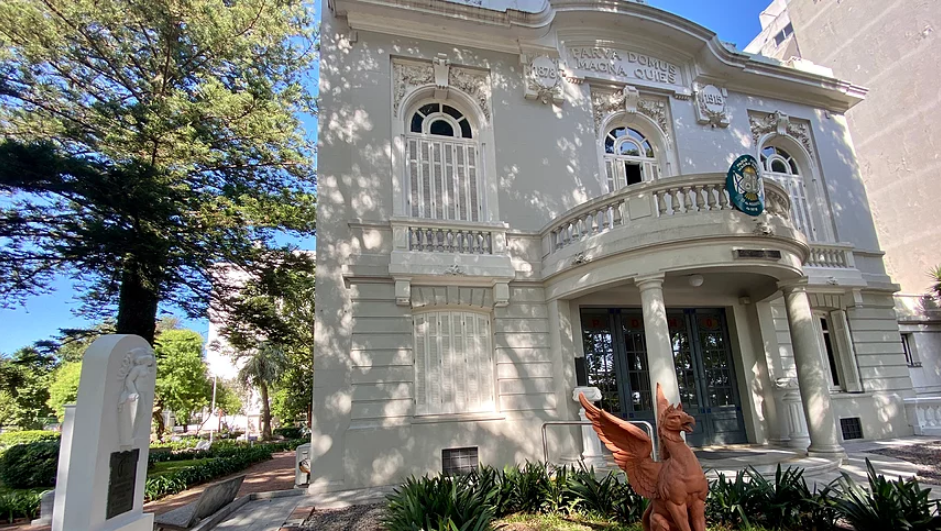
O palácio presidencial construído em 1919.

Autoproclamada como "República" independente, a Parva Domus é uma micronação com finalidade social e recreativa. Como de costume neste tipo de organização, seus cidadãos empregam todos os tipos de denominações e honras extravagantes. Consiste em um governo liderado por um presidente e um gabinete de ministros, incluindo um secretário de Relações Exteriores.  O seu território é constituído por um “Palácio Presidencial”, antiga residência neoclássica do século XIX, rodeado de jardins e estátuas. Está localizado em um importante bairro de Montevidéu, Uruguai.
A constituição de Parva Domus admite no máximo 250 cidadãos simultâneos. Em 130 anos, a república teve mais de 843.297 cidadãos. 

## Eventos importantes
Em 2003, os Correios do Uruguai emitiram um selo postal em homenagem aos 125 anos da República de Parva Domus.  Em 2007, a micronação sediou um encontro entre diplomatas uruguaios e argentinos em meio à disputa da fábrica de celulose. 